# Клара Освальд
Клара Освальд (англ. Clara Oswald) — персонаж британского научно-фантастического телесериала «Доктор Кто», сыгранный актрисой Дженной Коулман. Впервые появляется в первом эпизоде седьмого сезона «Изолятор Далеков» в качестве Освин Освальд. Является постоянной спутницей Одиннадцатого Доктора с 6 серии седьмого сезона «Колокола Святого Иоанна». Путешествует с Двенадцатым Доктором на протяжении восьмого и девятого сезонов. Также Клара оставалась спутницей дольше всех в возрождённом сериале.
В восьмом сезоне работает в той же школе Коал Хилл (англ. Coal Hill School) в Восточном Лондоне, в которой также работает учителем её парень Дэнни Пинк, и где прежде работали первые спутники Первого Доктора Барбара Райт и Иен Честертон.

## Загадка Клары
В сериале можно наблюдать три различных «версии» Клары Освальд, которые появляются в различных эпохах при различных обстоятельствах на протяжении седьмого сезона.
Первая встреча Клары и Доктора происходит в серии «Изолятор Далеков», где Клара называет себя Освин Освальд. Таким образом появляется первая «версия» Клары — Освин Освальд, которая является далеком и в конце концов умирает, спасая Доктору жизнь. В этот раз Доктор так и не увидел её лица и слышал лишь её голос.
Следующая встреча Клары и Доктора происходит в викторианскую эпоху в рождественской серии 2012 года «Снеговики», когда Клара, выходя из трактира «Роза и Корона», замечает внезапно появившегося снеговика. В тот момент мимо проходил Доктор, и Клара поинтересовалась у него, не он ли слепил снеговика, на что тот ответил отрицательно. Клара назвала Доктору своё имя, на что он ответил, что это хорошее имя, и уехал, не желая заводить новых знакомств после потери своих спутников Эми Понд и Рори Уильямса, а недовольная его отказом Клара догнала карету. В течение серии Доктор узнает о второй «версии», известной как Клара Освин Освальд и отходит от депрессии, спасая мир. В конце серии вторая версия Клары также умирает, а Доктор осознает, что она — та же девушка, которая умерла в изоляторе Далеков, и отправляется на её поиски.
Встреча с третьей версией Клары подробно показана в событиях серии «Колокола Святого Иоанна». Перед зрителями предстаёт третья «Клара» — Клара Освальд из XXI века. В этой серии Клара получает компьютерные навыки, это также является отсылкой к первой Кларе, которая была хакером и сумела взломать все системы убежища далеков.
Сам Доктор называл Клару невозможной («She’s not possible!») именно из-за её главной загадки. В конце сезона выясняется, что существует гораздо больше версий Клары, миллионы, и причина этому — то, что она следом за Великим Разумом вошла во временную линию Доктора, чтобы исправить последствия действий Разума и спасти Доктора. Это разделило её на множество версий, сопровождающих и помогающих Доктору в каждой его регенерации (точнее от Первого Доктора до Одиннадцатого), настоящую же Клару Доктор сумел спасти и продолжает путешествовать с ней.

## Дальнейшая история
В юбилейной серии «День Доктора» выясняется, что Клара работает в школе Коал-Хилл. Она встречает Десятого и Военного Доктора, и убеждает Доктора спасти свою планету от разрушения в Войне Времени, вместо этого поместив её в карманную вселенную. Во «Времени Доктора» повелители времени пытаются вернуться сквозь трещину во времени, но если им это удастся, война начнётся снова. Доктор отсылает Клару домой, а сам остаётся на планете Трензалор, чтобы предотвратить войну, но раз за разом она возвращается. Доктору предстоит умереть, поскольку запас его регенераций подошёл к концу, и тогда Клара сквозь трещину просит повелителей времени спасти Доктора, на что те посылают ему новый цикл регенераций. Клара становится свидетельницей его регенерации в Двенадцатого Доктора.
На протяжении серии «Глубокий вдох» Клара некоторое время переживает потерю Доктора, которого она знала и любила, до тех пор, пока она не получает звонок от Одиннадцатого Доктора, который он сделал до своей регенерации, чтобы убедить Клару остаться и помочь его новому воплощению разобраться в себе. Клара знакомится со своим коллегой-учителем Дэнни Пинком, и в течение последующих серий между ними завязываются романтические отношения. Какое-то время Клара предпочитает не рассказывать Доктору и Дэнни друг о друге. Её дружбе с Доктором также приходится пройти проверку на прочность. Во время событий серии «Плоскость» Кларе удаётся побыть на месте Доктора, и она осознаёт свою способность действовать безжалостно и прагматично, как иногда приходится ему. Дэнни погибает, прежде чем Клара успевает рассказать ему всё, что скрывала. Клара пытается шантажировать Доктора, заставив его изменить историю, чтобы предотвратить смерть Дэнни, но это невозможно. Вместо этого они находят хранилище, где заклятый враг Доктора Мастер, а ныне Мисси, содержит сознания погибших людей, чтобы в итоге обратить их в армию киберлюдей. Мисси открывает, что именно она дала Кларе номер телефона Доктора и продолжала сводить их вместе. Дэнни становится киберчеловеком, но идёт против своей программы и уничтожает армию, собранную Мисси, сорвав тем самым её планы. Спустя две недели после этого Доктор и Клара встречаются, чтобы попрощаться друг с другом. Полагая, что так будет лучше, каждый из них лжёт другому, не желая обременять своими проблемами. Доктор притворяется, что нашёл Галлифрей и теперь вернётся домой. Клара в свою очередь сообщает ему, что Дэнни жив, тогда как на самом деле тот пожертвовал возможностью воспользоваться устройством Мисси и вернул вместо себя мальчика, которого случайно убил на войне.
Пути Доктора и Клары вновь пересекаются в рождественском спецвыпуске «Последнее Рождество», когда они оба оказываются в одном и том же сне, спроецированном инопланетными существами. Клара признаётся, что Дэнни по-прежнему мёртв, а Доктор рассказывает, что не находил Галлифрей. По ходу сна они жалеют о том, что расстались. Доктор просит Клару снова путешествовать с ним, и она с радостью соглашается. События начала девятого сезона приводят Клару вместе с Доктором и Мисси на Скаро, где она едва избегает гибели. Через многое пройдя Клара показывает всё большую уверенность при разрешении проблем в опасных ситуациях, чем беспокоит Доктора. Её безрассудность особенно проявляется в серии «Узри ворона», когда Клара, пытаясь выиграть время, берёт на себя смертный приговор и лишь потом узнаёт, что его нельзя отменить. Клара призывает Доктора не давать волю своей тёмной стороне из-за её гибели и храбро встречает свою смерть. Во время своего заточения в исповедальном диске в серии «Ниспосланный с небес» убитый горем Доктор воображает, как он разговаривает со своей подругой. Вырвавшись из своей тюрьмы на Галлифрей, Доктор использует технологию повелителей времени, чтобы извлечь Клару из последних мгновений её жизни и сбегает вместе с ней, пытаясь обмануть смерть. Он осознаёт, что их путешествия с Кларой принесут больше вреда, чем пользы, и собирается стереть воспоминания Клары о себе, надеясь её уберечь. Клара отказывается забывать Доктора и саботирует нейроблокатор, и тогда они с Доктором используют устройство, не зная, на ком оно сработает. В итоге устройство стирает воспоминания Доктора о ней, если точнее, то Доктор забыл внешность Клары, разговоры с ней, и ряд важных моментов, но помнил их приключения и то, что она была ему дорога. Клара оставляет Доктора на Земле, чтобы тот мог продолжить свои путешествия на возвращённой ему ТАРДИС, и вместе с Эсхильдой улетает в украденной ТАРДИС, намереваясь однажды вернуться на Галлифрей, чтобы встретить свой конец.
В спецвыпуске «Дважды во времени» Доктор встречает организацию Свидетельство, которая помещает воспоминания людей в разумные стеклянные аватары, когда тем предстоит умереть. Перед тем, как повелитель времени регенерирует, аватар Билл Поттс восстанавливает его воспоминания о Кларе, чей облик говорит Доктору больше никогда её не забывать.
|                                                 |  |  |  |  |  |  |  |  |  |
| Костюмы Клары на выставке Doctor Who Experience |  |  |  |  |  |  |  |  |  |

## Появления
Клара появилась в приквеле к серии «Колокола Святого Иоанна» как маленькая девочка, которая разговаривала с Доктором на детской площадке. Доктор не осознал её тождественности с Кларой Освин Освальд из викторианского времени; их идентичность заметна только зрителям.
В течение 7 сезона персонаж появлялся как три отдельных человека с разными именами:
- Освин Освальд появляется и умирает при спасении Доктора в «Изоляторе далеков», 1 серии 7 сезона, как член персонала космического корабля «Аляска», оказавшийся на планете-изоляторе и, по всей видимости, ставший далеком.
- Клара Освин Освальд появляется и умирает при спасении Доктора в «Снеговиках», рождественском выпуске сериала в 2012 году, как гувернантка из викторианского Лондона.
- Клара Освальд появляется в серии «Колокола Святого Иоанна», 6 серии 7 сезона, и с тех пор является постоянным спутником Доктора. Происходит из современной Британии. Оказалась источником остальных Освальд.

Кроме того, в серии «Имя Доктора» были показаны эпизодические версии-«эхо» Клары, спасавшей Доктора в его временном потоке:
- Клара, которая советует выбрать Доктору другую ТАРДИС, когда его первое воплощение собирается ту украсть (одолжить).
- Клара, наблюдающая за Четвёртым Доктором во время события серии «Временное вторжение».
- Клара, предупреждающая Третьего Доктора, который уворачивается от Временного колпака (серия «Пять Докторов») на своей машине «Бесси».
- Клара, кричащая Второму Доктору, который убегает от Временного Колпака (серия «Пять Докторов»).
- Клара, следующая за Шестым Доктором, когда тот ходит по коридорам ТАРДИС.

### В сериале
| Номер | # | Серия            | Оригинальное название | Сценарист     | Режиссёр   | Дата выхода     |
| ----- | - | ---------------- | --------------------- | ------------- | ---------- | --------------- |
| 226   | 1 | Изолятор далеков | Asylum of the Daleks  | Стивен Моффат | Ник Харран | 1 сентября 2012 |

| Номер | # | Серия     | Оригинальное название | Сценарист     | Режиссёр    | Дата выхода     |
| ----- | - | --------- | --------------------- | ------------- | ----------- | --------------- |
| 231   | — | Снеговики | The Snowmen           | Стивен Моффат | Сол Мецстин | 25 декабря 2012 |

| Номер | #  | Серия                       | Оригинальное название               | Сценарист     | Режиссёр         | Дата выхода    |
| ----- | -- | --------------------------- | ----------------------------------- | ------------- | ---------------- | -------------- |
| 232   | 6  | Колокола Святого Иоанна     | The Bells of Saint John             | Стивен Моффат | Колм Маккарти    | 30 марта 2013  |
| 233   | 7  | Кольца Акатена              | The Rings of Akhaten                | Нил Кросс     | Фаррен Блэкберн  | 6 апреля 2013  |
| 234   | 8  | Холодная война              | Cold War                            | Марк Гэтисс   | Дуглас Маккиннон | 13 апреля 2013 |
| 235   | 9  | Прячься                     | Hide                                | Нил Кросс     | Джейми Пейн      | 20 апреля 2013 |
| 236   | 10 | Путешествие к центру ТАРДИС | Journey to the Centre of the TARDIS | Стив Томпсон  | Мэт Кинг         | 27 апреля 2013 |
| 237   | 11 | Багровый ужас               | The Crimson Horror                  | Марк Гэтисс   | Сол Мецстин      | 4 мая 2013     |
| 238   | 12 | Серебряный кошмар           | Nightmare in Silver                 | Нил Гейман    | Стивен Вулфенден | 11 мая 2013    |
| 239   | 13 | Имя Доктора                 | The Name of the Doctor              | Стивен Моффат | Сол Мецстин      | 18 мая 2013    |

| Номер | # | Серия         | Оригинальное название | Сценарист     | Режиссёр    | Дата выхода     |
| ----- | - | ------------- | --------------------- | ------------- | ----------- | --------------- |
| 240   | — | День Доктора  | The Day of the Doctor | Стивен Моффат | Ник Харран  | 23 ноября 2013  |
| 241   | — | Время Доктора | Time of the Doctor    | Стивен Моффат | Джейми Пейн | 25 декабря 2013 |

| Номер | #     | Серия                         | Оригинальное название       | Сценарист                   | Режиссёр         | Дата выхода                 |
| ----- | ----- | ----------------------------- | --------------------------- | --------------------------- | ---------------- | --------------------------- |
| 242   | 1     | Глубокий вдох                 | Deep Breath                 | Стивен Моффат               | Бен Уитли        | 23 августа 2014             |
| 243   | 2     | Внутрь далека                 | Into the Dalek              | Фил Форд Стивен Моффат      | Бен Уитли        | 30 августа 2014             |
| 244   | 3     | Робот из Шервуда              | Robot of Sherwood           | Марк Гэтисс                 | Пол Мёрфи        | 6 сентября 2014             |
| 245   | 4     | Слушай                        | Listen                      | Стивен Моффат               | Дуглас Маккиннон | 13 сентября 2014            |
| 246   | 5     | Ограбление во времени         | Time Heist                  | Стив Томпсон Стивен Моффат  | Дуглас Маккиннон | 20 сентября 2014            |
| 247   | 6     | Смотритель                    | The Caretaker               | Гарет Робертс Стивен Моффат | Пол Мёрфи        | 27 сентября 2014            |
| 248   | 7     | Убить Луну                    | Kill the Moon               | Питер Харнесс               | Пол Уилмсхёрст   | 4 октября 2014              |
| 249   | 8     | Мумия в «Восточном экспрессе» | Mummy on the Orient Express | Джейми Мэтисон              | Пол Уилмсхёрст   | 11 октября 2014             |
| 250   | 9     | Плоскость                     | Flatline                    | Джейми Мэтисон              | Дуглас Маккиннон | 18 октября 2014             |
| 251   | 10    | В лесу ночном                 | In the Forest of the Night  | Фрэнк Коттрел Бойс          | Шери Фолксон     | 25 октября 2014             |
| 252   | 11 12 | Тёмная вода Смерть на небесах | Dark Water Death in Heaven  | Стивен Моффат               | Рэйчел Талалэй   | 1 ноября 2014 8 ноября 2014 |

| Номер | # | Серия               | Оригинальное название | Сценарист     | Режиссёр       | Дата выхода     |
| ----- | - | ------------------- | --------------------- | ------------- | -------------- | --------------- |
| 253   | — | Последнее Рождество | Last Christmas        | Стивен Моффат | Пол Уилмсхёрст | 25 декабря 2014 |

| Номер | #   | Серия                                    | Оригинальное название                          | Сценарист                    | Режиссёр           | Дата выхода                       |
| ----- | --- | ---------------------------------------- | ---------------------------------------------- | ---------------------------- | ------------------ | --------------------------------- |
| 254   | 1 2 | Ученик волшебника Фамильяр ведьмы        | The Magician’s Apprentice The Witch’s Familiar | Стивен Моффат                | Хетти Макдональд   | 19 сентября 2015 26 сентября 2015 |
| 255   | 3 4 | На дне озера Перед потопом               | Under the Lake Before the Flood                | Тоби Уитхауз                 | Дэниел О’Хара      | 3 октября 2015 10 октября 2015    |
| 256   | 5   | Девочка, которая умерла                  | The Girl Who Died                              | Джейми Мэтисон Стивен Моффат | Эд Базалджетт      | 17 октября 2015                   |
| 257   | 6   | Женщина, которая выжила                  | The Woman Who Lived                            | Кэтрин Тригенна              | Эд Базалджетт      | 24 октября 2015                   |
| 258   | 7 8 | Вторжение зайгонов Преображение зайгонов | The Zygon Invasion The Zygon Inversion         | Питер Харнесс Стивен Моффат  | Дэниел Неттхейм    | 31 октября 2015 7 ноября 2015     |
| 259   | 9   | Не спите больше                          | Sleep No More                                  | Марк Гэтисс                  | Джастин Молотников | 14 ноября 2015                    |
| 260   | 10  | Узри ворона                              | Face the Raven                                 | Сара Доллард                 | Джастин Молотников | 21 ноября 2015                    |
| 261   | 11  | Ниспосланный с небес                     | Heaven Sent                                    | Стивен Моффат                | Рэйчел Талалэй     | 28 ноября 2015                    |
| 262   | 12  | С дьявольским упорством                  | Hell Bent                                      | Стивен Моффат                | Рэйчел Талалэй     | 5 декабря 2015                    |

| Номер | # | Серия             | Оригинальное название | Сценарист     | Режиссёр       | Дата выхода     |
| ----- | - | ----------------- | --------------------- | ------------- | -------------- | --------------- |
| 276   | — | Дважды во времени | Twice Upon a Time     | Стивен Моффат | Рэйчел Талалэй | 25 декабря 2017 |

### Романы
| Название          | Оригинальное название | Автор             | Дата выхода      | Аудиоверсия      |
| ----------------- | --------------------- | ----------------- | ---------------- | ---------------- |
| Покров скорби     | Shroud of Sorrow      | Томми Донбаванд   | 11 апреля 2013   | Фрэнсис Барбер   |
| Крадущийся ужас   | The Crawling Terror   | Майк Такер        | 11 сентября 2014 | Нив Макинтош     |
| Клетка крови      | The Blood Cell        | Джеймс Госс       | 11 сентября 2014 | Колин Макфарлейн |
| Силуэт            | Silhouette            | Джастин Ричардс   | 11 сентября 2014 | Дэн Старки       |
| Королевская кровь | Royal Blood           | Уна Маккормак     | 10 сентября 2015 | Дэвид Уорнер     |
| Глубокое время    | Deep Time             | Тревор Баксендейл | 10 сентября 2015 | Дэн Старки       |

### Аудиокниги
| Название              | Оригинальное название | Автор       | Дата выхода     | Рассказчик      |
| --------------------- | --------------------- | ----------- | --------------- | --------------- |
| Боги Винтер           | The Gods of Winter    | Джеймс Госс | 20 августа 2015 | Клэр Хиггинс    |
| Дом Винтер            | The House of Winter   | Джордж Манн | 15 октября 2015 | Дэвид Скофилд   |
| Грехи Винтер          | The Sins of Winter    | Джеймс Госс | 3 декабря 2015  | Робин Соанс     |
| Воспоминания о Винтер | The Memory of Winter  | Джордж Манн | 7 апреля 2016   | Джемма Редгрейв |

## Кастинг и производство
21 марта 2012 года было анонсировано, что Дженна-Луиза Коулман заменит Карен Гиллан и Артура Дарвилла в качестве спутника. Она пробовалась на роль в обстановке секретности, делая вид, что пробуется на какого-то персонажа, которого зовут Men on Waves, анаграмма для «Woman Seven». Коулман никогда не смотрела Doctor Who до своей пробы на роль. Моффат установил, что её персонаж должен отличаться от предыдущих спутников, хотя он не смог удержать детали персонажа в секрете до её дебюта в рождественском эпизоде. В эпизоде «Изолятор далеков», Коулман появилась как персонаж Освин Освальд, секрет которой оставался в тайне для зрителей до конца эпизода. Коулман первоначально получила роль викторианской гувернантки Жасмин, а затем вторично получила роль сразу двух персонажей: Освин и Клары. Первоначально она полагала, что продюсеры искали подходящего персонажа, но позже осознала, что это часть плана Моффата «умеренная тайна». Коулман играет каждую версию персонажа как индивидуальность с «надеждой, что будет время раскрытия» к его тайне. Моффат раскрыл её Нилу Кроссу, который написал «Прячься», в котором Клара «нормальная девушка». 18 сентября 2015 года стало известно, что Дженна Коулман покидает сериал ради роли королевы Виктории в теледраме британского канала ITV.